# ОШ „Емилија Остојић” ИО Лопаш
ОШ „Емилија Остојић” ИО Лопаш, у насељеном месту на територији општине Пожега, издвојено је одељење ОШ „Емилија Остојић” из Пожеге.
Школа у Лопашу је 1946. године почела са радом, ђаци су наставу похађали у једној приватној кући. Први ђаци походили су наставу у новој школској згради 1953. године, а учитељица је била Персида Стефановић. Школске 2011/2012. године школу у Лопашу су похађала само три ученика, а ове школске године број ученика се повећао на 19 и наставу изводе два учитеља у комбинованим одељењима.